# Monterblanc
Monterblanc (bretonisch Sterwennⓘ) ist eine französische Gemeinde mit 3.342 Einwohnern (Stand 1. Januar 2022) im Département Morbihan in der Region Bretagne.

## Geografie
Monterblanc liegt etwas mehr als elf Kilometer nordöstlich von Vannes im Zentrum des Départements. Das Gemeindegebiet gehört zum Regionalen Naturpark Golfe du Morbihan. Nachbargemeinden sind Plaudren im Norden, Elven im Nordosten, Saint-Nolff im Osten und Süden, Saint-Avé im Süden und Westen und Locqueltas im Nordwesten.

## Geschichte
Über die Frühgeschichte der Gemeinde gibt es kaum Belege. Überreste aus prähistorischer und gallo-römischer Zeit belegen eine frühe Besiedlung. Die Urkundensammlung der Abtei Redon erwähnt den Ort erstmals unter dem Namen Budwere am 21. September 852. Im Mittelalter siedelten sich Mönche an. Deren Kloster wurde als Weißes Kloster (Moustoir Blanc) bekannt. Daraus entstand der heutige Gemeindename. Die Gemeinde war Teil der weitflächigen Kirchgemeinde Plaudren und der Lehnsherrschaft Argoët. Historisch gehört die Gemeinde zum Pays de Vannes (bretonisch Bro-Gwened). Nach der Französischen Revolution war sie Kampfgebiet zwischen Republikanischen Truppen und den Chouans. Politisch wurde Monterblanc 1790 eine Gemeinde. Von 1793 an gehörte Monterblanc zum Kanton Saint Avez und zum Distrikt Vannes. Ab 1801 war es Teil des Arrondissements Vannes.

## Bevölkerungsentwicklung
| Jahr      | 1962 | 1968 | 1975 | 1982 | 1990 | 1999 | 2006 | 2019 |
| Einwohner | 896  | 1126 | 1386 | 1794 | 2006 | 1951 | 2542 | 3299 |

## Sehenswürdigkeiten
- Kirche Saint-Pierre aus dem 18. Jahrhundert; restauriert 1834 und 1990; mit Orgel von 1853 und gefasster Quelle (17. Jahrhundert)
- Kapelle Notre-Dame (auch von Mangolérian; aus dem 15.–17. Jahrhundert) in Mangolérian (Marienstatue aus dem 12. Jahrhundert), mit Kalvarienberg und gefasster Quelle
- Altes Schloss oder Coh Castel
- Wassermühlen in Le Procureur und Largouet
- Windmühle in Monterblanc
- Militärlager, dient heute der Ausbildung für Einheiten für UNO-Blauhelmeinsätze
- Flugplatz (heute für Privatflugzeuge, früher für Fallschirmeinheiten)

Quelle:

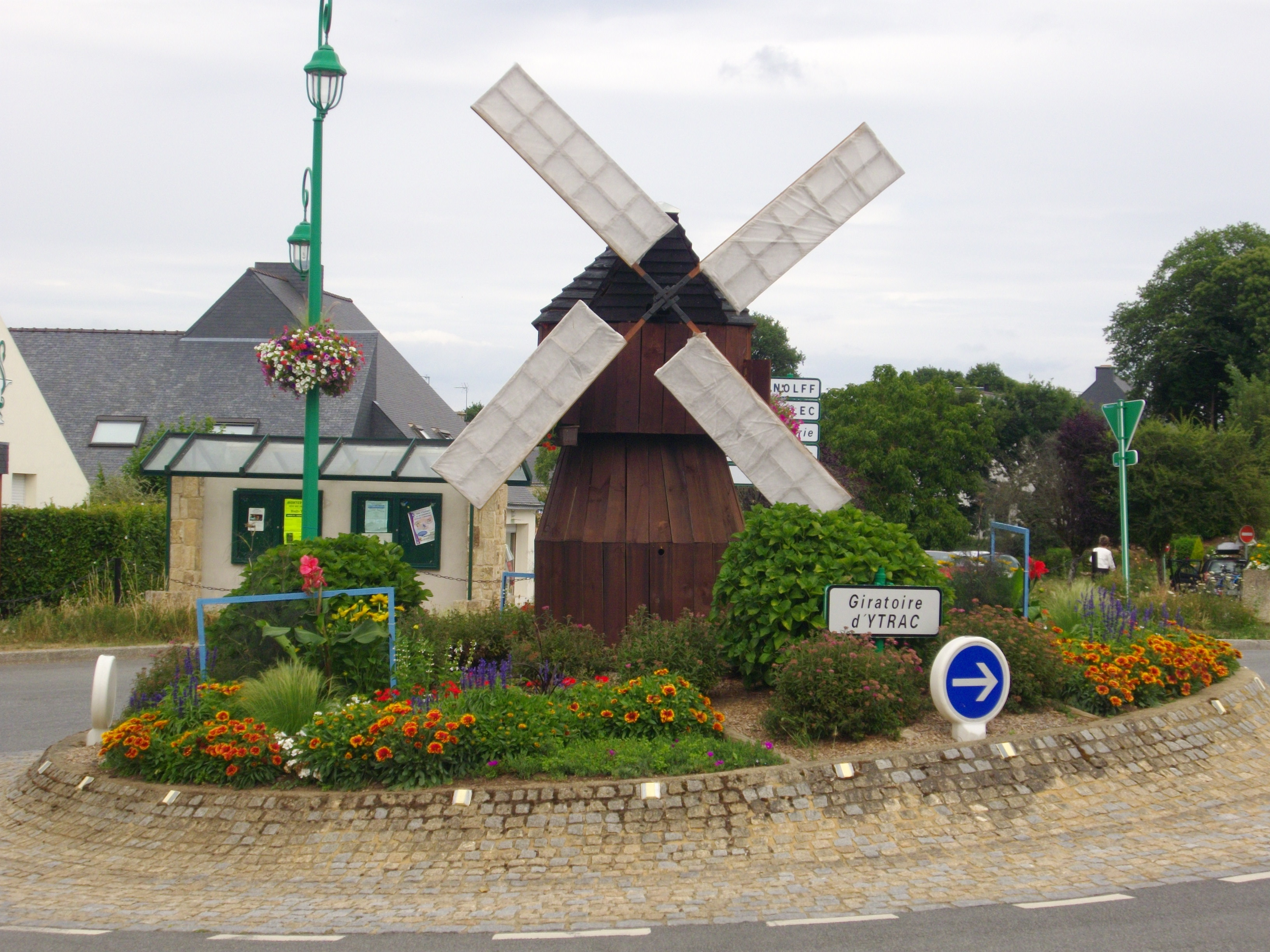
Windmühle von Ytrac in Monterblanc
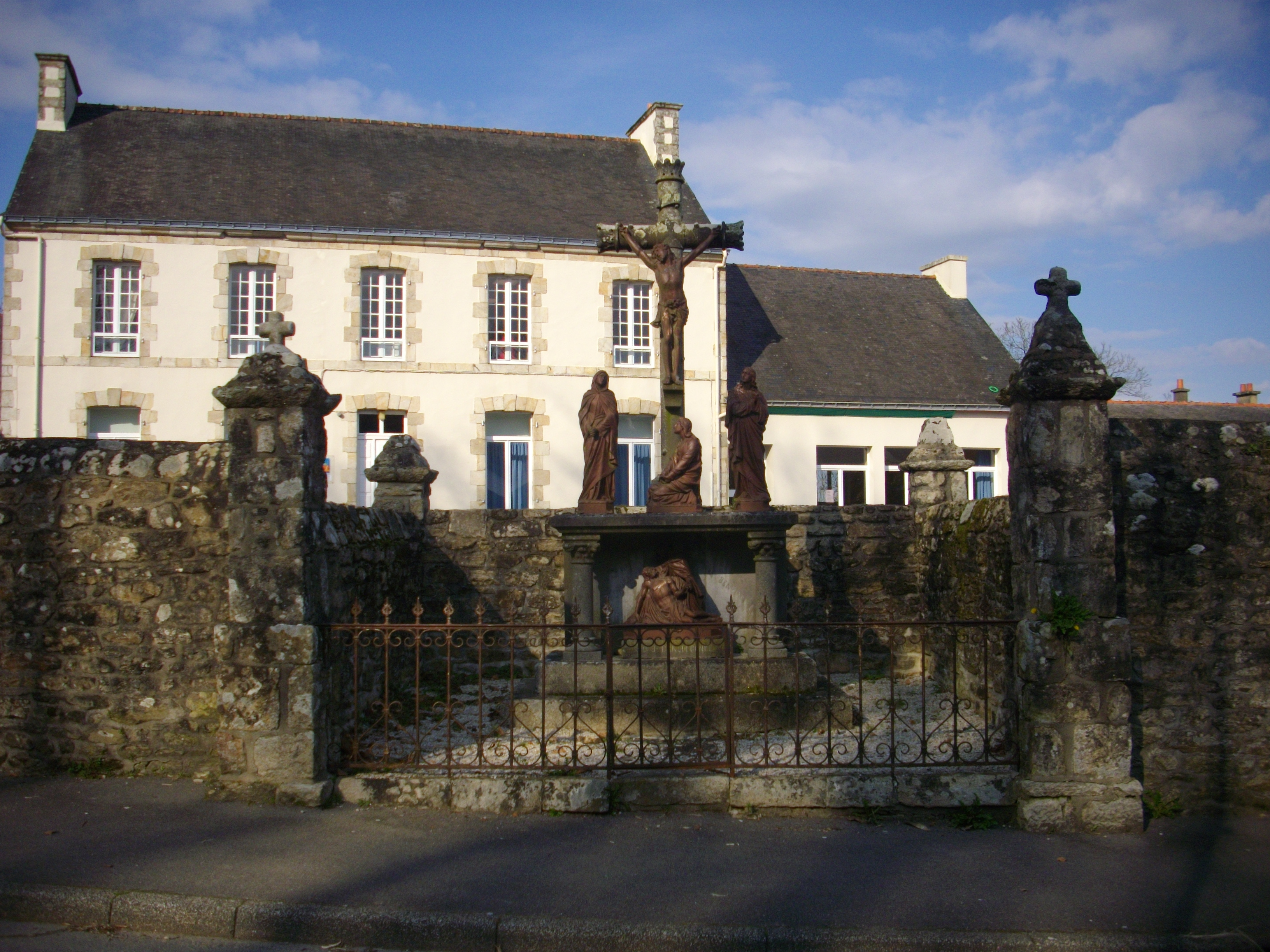
Der Kalvarienberg in der Rue Joachim Lamour
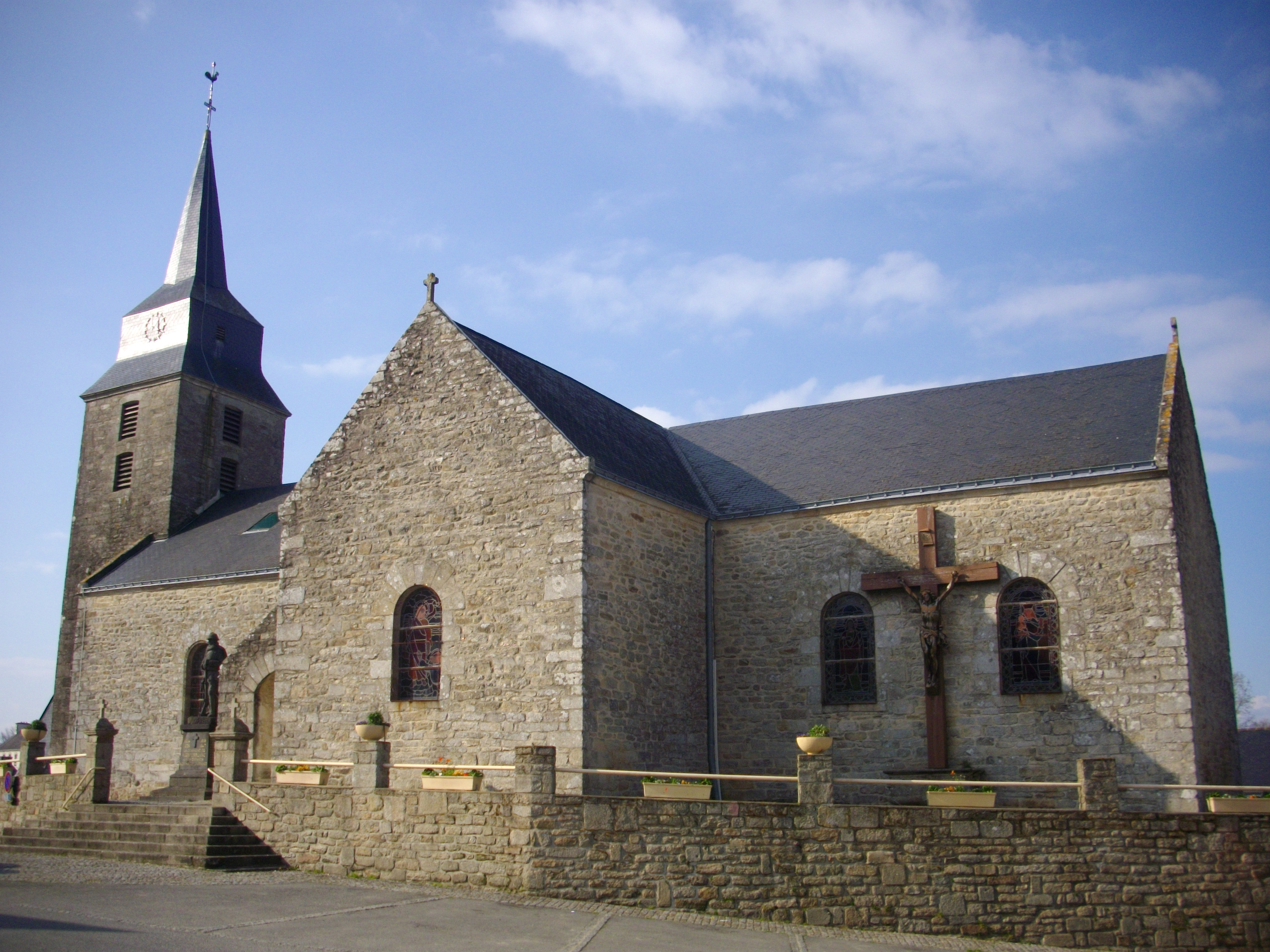
Die Kirche Saint-Pierre
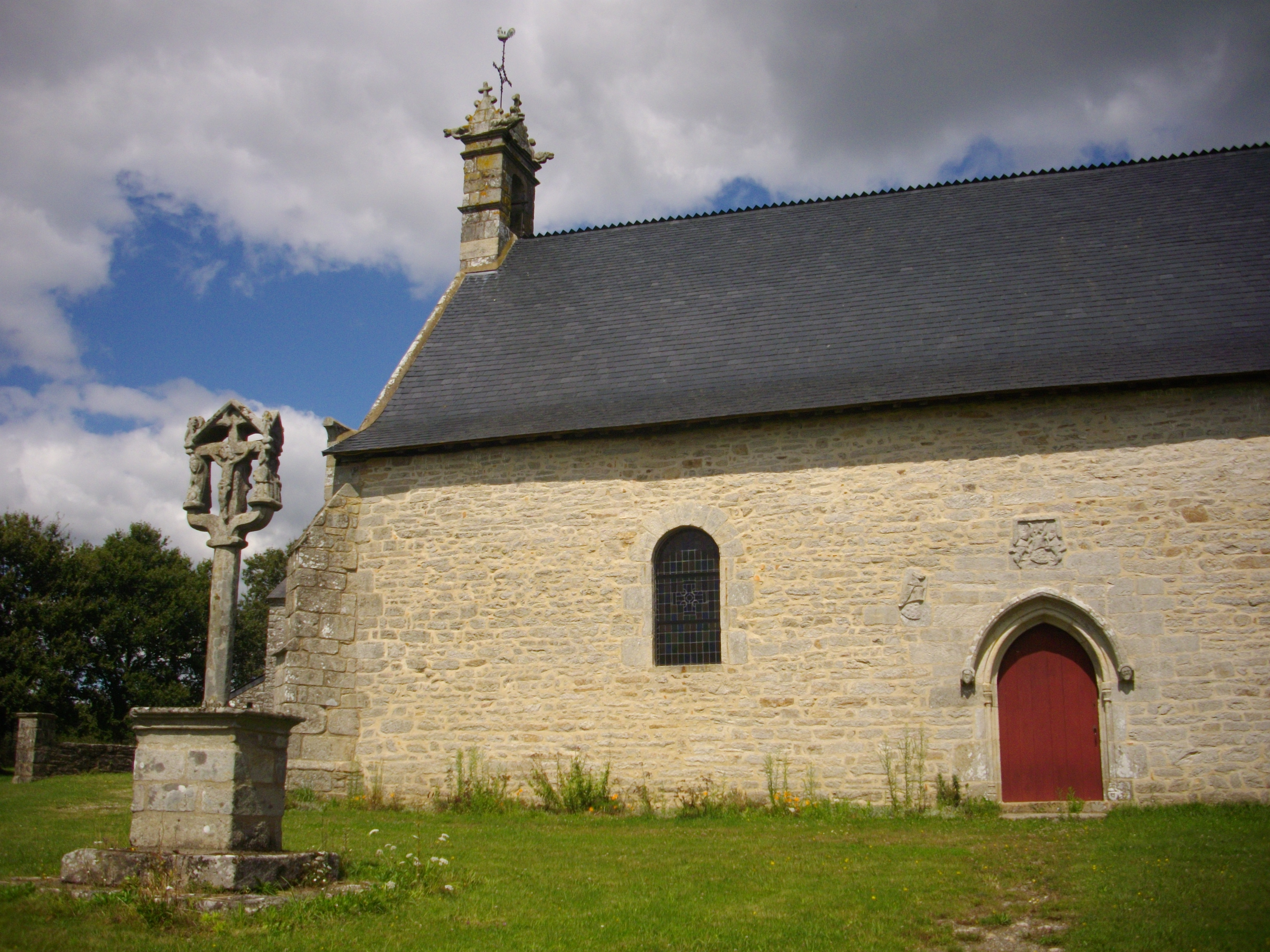
Kapelle Notre-Dame in Mangolérian